# Paixão segundo São Mateus, BWV 244
A Paixão segundo Mateus  BWV 244  (em latim: Passio Domini nostri Jesu Christi secundum Evangelistam Matthaeum; em alemão:  Matthäus-Passion), mais conhecida em países católicos como Paixão segundo São Mateus, é um oratório de Johann Sebastian Bach, que representa o sofrimento e a morte de Cristo segundo o Evangelho  de Mateus, com libreto de Picander (Christian Friedrich Henrici). Com uma duração de mais de duas horas e meia (em algumas interpretações, mais de três horas) é a obra mais extensa do compositor. Trata-se, sem dúvida alguma, de uma das obras mais importantes de Bach e uma das obras-primas da música ocidental. Esta e a Paixão segundo São João são as únicas Paixões autênticas do compositor conservadas em sua totalidade. A Paixão segundo  Mateus consta de duas grandes partes constituídas de 68 números, em que se alternam coros, corais, recitativos, ariosos e árias.

## História
A Paixão segundo Mateus foi escrita, provavelmente, em 1727. Apenas duas das quatro (ou cinco) composições sobre a Paixão de Cristo, que Bach escreveu, subsistiram integralmente; a outra é a Paixão segundo São João. A obra foi apresentada pela primeira vez na Sexta-feira da Paixão de 1727  ou na Sexta-feira da Paixão de 1729 na Thomaskirche (Igreja de São Tomás) em Leipzig, onde Bach era o Kantor. Ele a revisou em 1736, apresentando-a novamente em março desse mesmo ano, incluindo dessa vez dois órgãos na instrumentação.
A Paixão segundo  Mateus não foi ouvida fora de Leipzig até 1829, quando Felix Mendelssohn apresentou uma versão abreviada em Berlim e foi vivamente aclamado. A redescoberta da Paixão segundo Mateus através de Mendelssohn expôs a música de Bach — principalmente suas grandes obras — à maior atenção pública e acadêmica  que persiste até os dias atuais.

### Texto
Bach trabalhou junto com o libretista Christian Friedrich Henrici, conhecido como Picander, o qual publicou o texto da Paixão Segundo São Mateus em 1729.

#### Texto bíblico
O texto bíblico utilizado para a Primeira Parte é Mateus 26:1–56. A Segunda Parte utiliza Mateus 26:57–75 e Mateus 27:1–66.
Além disso, Cantares de Salomão 6:1 é usado na primeira ária (com coro) da Parte 2.

#### Textos livres
Picander escreveu textos para os recitativos e árias e para os extensos movimentos corais que abrem e fecham a Paixão. Outras partes do libreto vieram de publicações de Salomão Frank e Barthold Heinrich Brockes.

#### Corais
As melodias corais e seus textos seriam elementos já conhecidos daqueles que frequentavam os cultos na igreja de São Tomás. O coral mais antigo que Bach usou na Paixão de São Mateus data de 1525. Três corais foram escritos por Paul Gerhardt e Bach incluiu cinco estrofes de seu O Haupt voll Blut und Wunden. Bach usou os hinos de maneiras diferentes: a maioria é harmonizada a 4 vozes; duas são apresentadas como cantus firmus das duas fantasias corais que emolduram a Parte I e uma como um elemento de comentário em um recitativo tenor. Na versão inicial BWV 244b, o coral nº 17 parece estar ausente, e o movimento nº 29, concluindo a Parte I, é uma harmonização a quatro partes do coral "Jesum lass ich nicht von mir" em vez da fantasia coral em "O Mensch, bewein dein Sünde groß".

## Estrutura
Muitos compositores escreveram composições sobre a Paixão de Cristo no século XVII. Como outras Paixões em forma de oratório, a composição de Bach apresenta o texto bíblico de Mateus, capítulos 26 e 27, de um modo relativamente simples, usando, prioritariamente, recitativos, enquanto, nas árias e ariosos, emprega textos poéticos, que comentam os vários eventos da narrativa bíblica.
Dois aspectos distintos da composição de Bach brotam de seus outros esforços eclesiásticos. Um deles é o formato de coro duplo, que se origina em seus próprios motetos a coro duplo e dos muitos motetos desse tipo escritos por outros compositores, com os quais ele iniciava rotineiramente os cultos dominicais. O outro é o uso abundante de corais, que aparece na composição padrão de 4 partes, como interpolações em árias, e como um cantus firmus em extensos movimentos polifônicos, notadamente "O Mensch, bewein dein’ Sünde groß," a conclusão do primeiro meio-movimento que essa obra de Bach tem em comum com a sua Paixão segundo São João — e o coro inicial, Kommt, ihr Tochter, helft mir Klagen, no qual o soprano in ripieno coroa a colossal edificação da tensão polifônica e harmônica, cantando um verso do coral O Lamm Gottes, unschuldig, atribuído a Nikolaus Decius (1541).
Os manuscritos remanescentes consistem de oito partituras concertate, usadas por oito solistas que também atuavam nos dois coros, umas poucas partes extras, e uma parte para o soprano in ripieno. Ao contrário da Paixão segundo São João, onde existem partes de ripieno dobrando os coros, existe pouca evidência de que se usavam cantores adicionais além dos solistas que cantavam nos coros.
Os textos do Evangelho são cantados pelo tenor Evangelista em recitativo secco acompanhado apenas pelo contínuo. Solistas cantam as palavras de vários personagens, igualmente em recitativos. Além de Jesus, há partes designadas para Judas, Pedro, Caifás (o sumo sacerdote), Pôncio Pilatos, a mulher de Pilatos, e duas ancillae (serventes), embora nem sempre sejam cantadas por diferentes solistas. A esses "personagens" solistas são frequentemente designadas árias, além de eles cantarem no coro, prática nem sempre seguida pelos intérpretes modernos. Dois duetos são cantados por um par de solistas, representando dois falantes simultâneos, e há um grande número de passagens para vários falantes, designados como turba ou multidão, cantadas por um dos dois coros. As passagens da turba não são recitativos, mas música métrica convencional.
Os recitativos cantados por Jesus são particularmente diferentes, pelo fato de serem acompanhados não apenas pelo contínuo, mas por toda a seção de cordas da 1ª orquestra (recitativo accompagnato), usando notas longas e criando um som sustentado chamado frequentemente de "halo" de Jesus. Apenas as palavras finais Eli, Eli, lama sabactani ('Deus meu, Deus meu, por que me desamparaste?') são cantadas sem esse "halo".

## Textos intercalados
As árias, compostas sobre os textos de Picander, são intercaladas em seções do texto do Evangelho, e são cantadas pelos solistas com uma variedade de acompanhamentos instrumentais, típicos do gênero oratório.
Os textos interpolados interpretam teológica e pessoalmente os textos do Evangelho. Muitos deles destacam o sofrimento de Cristo, como o coral Ich bin’s, ich sollte büßen ("Sou eu quem deveria sofrer"), a ária de contralto "Buß und Reu" (retratando o desejo de ungir Jesus com as próprias lágrimas), e a ária de baixo Mache dich, mein Herze, rein (oferecendo-se para sepultar Jesus). Frequentemente refere-se a Jesus como "meu Jesus." O coro se alterna entre participar da narrativa e comentá-la como um observador externo.
Como é típico de composições sobre a Paixão, não há menção à Ressurreição em nenhum desses textos. Seguindo os passos de Anselmo de Cantuária, a crucificação em si é o ponto final e a fonte da redenção; a ênfase é no sofrimento de Jesus. O coro canta, "livra-me dos meus temores / através do teu próprio temor e dor". O baixo, chamando-a de "doce cruz," diz: "Sim, de fato esta carne e sangue em nós/ querem ser forçados à cruz / tanto melhor será para a nossa alma, / quanto mais amarga for sentida".
O coral O Lamm Gottes compara a crucificação de Jesus com o sacrifício ritual de um cordeiro no Velho Testamento, como uma oferta pelo pecado. Esse tema é reforçado pelo coral final da primeira metade, O Mensch, bewein dein’ Sünde gross ("Ó homem, chora teu grande pecado"). 

## Estilo de composição
Os recitativos de Bach estabelecem, frequentemente, o espírito de passagens específicas, destacando palavras carregadas de emoção como "crucifiquem", "matem", "chorem", com melodias cromáticas. Acordes de sétima diminuta e modulações inesperadas acompanham as profecias apocalípticas de Jesus.
Nas partes da turba, os dois coros às vezes se alternam no estilo cori spezzati e.g. ("Weissage uns, Christe") e, às vezes, cantam juntos ("Herr, wir haben gedacht"); em outros momentos, apenas um coro canta (o coro I é sempre usado para representar os discípulos) ou alternando, por exemplo, quando "alguns observadores" dizem "Ele está clamando por Elias" e "outros" dizem "Deixa, vejamos se Elias vem salvá-lo."
Nas árias, instrumentos obbligati são parceiros iguais das vozes. Bach usa frequentemente madrigalismos, como em "Buß und Reu", quando as flautas começam a tocar staccato como gotas de chuva, enquanto o contralto canta sobre gotas de lágrimas caindo. Em "Blute nur", a linha melódica sobre a serpente é composta como uma melodia sinuosa.

## A Paixão em forma de filme
Pier Paolo Pasolini usou a Paixão segundo São Mateus na trilha sonora do seu filme de 1964 Il Vangelo Secondo Matteo (O Evangelho segundo São Mateus) e também em seu primeiro filme, Accattone, de 1961.
George Lucas usou o primeiro movimento da Paixão na cena final do seu primeiro filme, THX 1138 (1971).
O cineasta russo Andrei Tarkovsky reverenciou Bach e, como está escrito em seu diário,  ficava particularmente comovido com a arte e o sofrimento expressos na Paixão segundo São Mateus. Um recitativo dela é usado nos créditos de abertura em O Espelho. No seu último filme, O Sacrifício (1986), a ária Erbarme dich ("Tende misericórdia") acompanha os créditos de abertura, os quais aparecem sobre um detalhe, em tela cheia, de A Adoração dos Magos, de Leonardo da Vinci.
O coro final do 1º ato é usado diversas vezes no filme Demolition Man (1993), de Marco Brambilla.
Em 1995, a Paixão segundo São Mateus, conforme apresentada pela Orquestra Sinfônica de Chicago, foi destaque como música de abertura e encerramento para o filme Casino, de Martin Scorsese.
A ária do baixo, Mache dich mein Herze rein ("Purificai meu coração"), é usada no filme The Talented Mr. Ripley (1999), de  Anthony Minghella.
Uma versão do movimento Erbarme dich da Paixão segundo São Mateus foi adaptada por Marco Antônio Guimarães e é tocada no final de Lavoura Arcaica (2001), filme de  Luiz Fernando Carvalho.
A Paixão segundo São Mateus, na forma original de Bach, também é utilizada para retratar a história de amor e sofrimento do personagem principal de A Vida Oculta (2019) de Terrence Malick.

## A Paixão na música popular
Paul Simon baseou sua canção "American Tune" na linha melódica do coral O Haupt voll Blut und Wunden, cujo texto é de Paul Gerhardt, e cuja melodia originalmente é de uma peça  de Hans Leo Hassler, denominada Mein G'müt ist mir verwirret, a qual foi usada por Bach, na Paixão.

## Gravações de Referência
Com instrumentos modernos:
- Karl Richter, reg. Archiv Produktion, 1959.

Münchener Bach-Chor, Münchener Chorknaben, Münchener Bach-Orchester.
Solistas: Ernst Haefliger, Keith Engen, Irmgard Seefried, Antonia Fahberg, Hertha Topper, Dietrich Fischer-Dieskau, Max Proebstl
- Otto Klemperer, reg. EMI, 1962

Philharmonia Orchestra and Chorus
Solistas: Elizabeth Schwarzkopf, Christa Ludwig, Peter Pears, Dietrich Fischer-Dieskau, Heather Harper, Geraint Evans, Walter Berry
- Sir Georg Solti, reg. Decca Records, 1988.

Chicago Symphony Orchestra and Chorus.
Solistas: Kiri Te Kanawa, Anne-Sofie von Otter, Anthony Rolfe Johnson, Tom Krause, Hans Peter Blochwitz, Olaf Bär
Com instrumentos de época:
- Philippe Herreweghe, reg. Harmonia Mundi, 1985.

La Chapelle Royale, Collegium Vocale Gent
Solistas: Howard Crook, Ulrik Cold, Barbara Schlick, René Jacobs, Hans-Peter Blochwitz, Peter Kooy
- John Eliot Gardiner, reg. Archiv Produktion, 1989.

English Baroque Soloists, Monteverdi Choir
Solistas: Barbara Bonney, Anne-Sofie von Otter, Michael Chance, Rolfe Johnson, Howard Crook
- Ton Koopman, reg. Erato, 1993

Sociedade Bach da Holanda, Amsterdam Baroque Orchestra
Solistas: Guy de Mey (Evangelista), Peter Kooy (Jesus), Barbara Schlick, Kai Wessel, Christoph Pregardien, Klaus Mertens
- Jos van Veldhoven, reg. Channel Classics, 1997.

Coro e Orquestra da Sociedade Bach da Holanda
Solistas: Johannette Zomer, Andreas Scholl, Hans-Jorg Mammel, Peter Kooy, Gerd Turk (Evangelista), Geert Schmits (Jesus)
- Philippe Herreweghe, reg. Harmonia Mundi France, 1998.

Collegium Vocale Gent
Solistas: Ian Bostridge, Franz-Josef Selig, Sibylla Rubens, Andreas Scholl, Werner Güra, Dietrich Henschel
- Masaaki Suzuki, reg. BIS, 1999.

Bach Collegium Japan
Solistas: Gerd Turk (Evangelista), Peter Kooy (Jesus), Nancy Argenta, Robin Blaze, Makoto Sakurada, Chiyuki Urano
- Nikolaus Harnoncourt, reg. Teldec. 2001 Grammy Award para "Melhor Performance de Coro",2001 Prêmio da revista Gramophone para "Melhor gravação vocal barroca."

Concentus Musicus Wien, Arnold Schoenberg Chor, Wiener Sangerknaben
Solistas: Christoph Pregardien (Evangelista), Mathias Goerne (Jesus), Dorothea Röschmann, Michael Schade, Elizabeth Magnus-Harnoncourt, Markus Schäfer, Dietrich Henschel,  Christine Schäfer, Jan Leibnitz, Oliver Widmer, Bernarda Fink.
- Paul McCreesh, reg. Archiv Produktion, 2003.

Gabrieli Consort and Players
Solistas: Coro I: Deborah York, Magdalena Kožená, Mark Padmore, Peter Harvey. Coro II: Julia Gooding, Susan Bickley, James Gilchrist, Stephan Loges - essa gravação usa um solista por parte ao longo de toda a obra.
- Ton Koopman, reg. Erato, 2006

Amsterdam Baroque Choir, Amsterdam Baroque Orchestra
Solistas: Jorg Durmuller (Evangelista), Ekkehard Abele (Jesus), Cornelia Samuelis, Bogna Bartosz, Paul Agnew, Klaus Mertens